# UX Тельца
UX Тельца — относительно молодая звёздная система, расположенная приблизительно в 450 световых годах от нашей Солнечной. С помощью орбитального телескопа Spitzer астрономы рассмотрели в деталях газопылевой диск вокруг этой звезды и обнаружили, что в нём зияет большой разрыв. Приходится он на промежуток от 0,2 до 56 астрономических единиц, так что в нашей Солнечной системе он занимал бы пространство между Меркурием и Плутоном.
Поскольку в других протопланетных дисках у столь юных звёзд подобной картины не наблюдается, астрономы пришли к выводу, что перед нами удивительный случай раннего формирования планетной семьи. Вероятно, несколько планет, возникших в данном промежутке, послужили «космическим пылесосом», очистившим диск от составлявшего его материала.
Правда, ранее учёные уже видели различные дефекты в протопланетных дисках у молодых солнц, но только те прорехи больше напоминали просто пробелы в центре диска, поскольку непосредственно рядом со звёздами плотность пыли оказывалась очень небольшой. Такие дыры в центре могут объясняться воздействием излучения. Для данной звезды это объяснение не подходит: UX Тельца A уникальна именно тем, что вплотную к ней расположен очень толстый и плотный диск пыли, затем идёт чистый разрыв, а далее — снова толстый и плотный диск.